# Marinero de agua dulce
Marinero de agua dulce (en inglés A Sailor-Made Man) es una película estadounidense muda de comedia de 1921 dirigida por Fred C. Newmeyer y protagonizada por Harold Lloyd.

## Argumento
"El Chico" (Lloyd), un playboy heredero de $20,000,000, está descansando en un exclusivo hotel cuando ve a "La Chica" (Mildred Davis), rodeada por un rebaño de admiradores, él le propone matrimonio. Pero antes debe conseguir la aprobación del padre de la chica, un duro magnate del acero. El padre de la chica exige que Lloyd primero consiga un trabajo para probar que no es un inútil. El Chico ve un cartel de la marina y se une a la Armada de los Estados Unidos. Cuándo el magnate decide hacer un crucero en su yate, le dice a su hija que invite a alguien. Ella invita al Chico, pero él se encuentra alistado por tres años.
A bordo del barco, hace un enemigo del marinero O'Rafferty (Noah Young), pero cuándo O'Rafferty golpea a un oficial y el Chico acepta la culpa, el y O'Rafferty se hacen buenos amigos.
La Chica y sus amigos paran en el puerto de Agar Shahar Khairpura, en el país ficticio de Khairpura-Bhandanna, donde llama la atención del Maharajah de Khairpura-Bhandanna (Dick Sutherland). El rijoso dirigente la secuestra y la lleva a su palacio, pero el Chico corre a su rescate y consigue escapar con ella.
Más tarde, el Chico usa las banderas de señales de su barco para preguntarle a la Chica en el yate de su padre si se casará con él y ella responde afirmativamente.

## Reparto
- Harold Lloyd - El Chico
- Mildred Davis - La Chica
- Noah Young - El marino
- Dick Sutherland - Maharajah de Khairpura-Bhandanna

## Producción

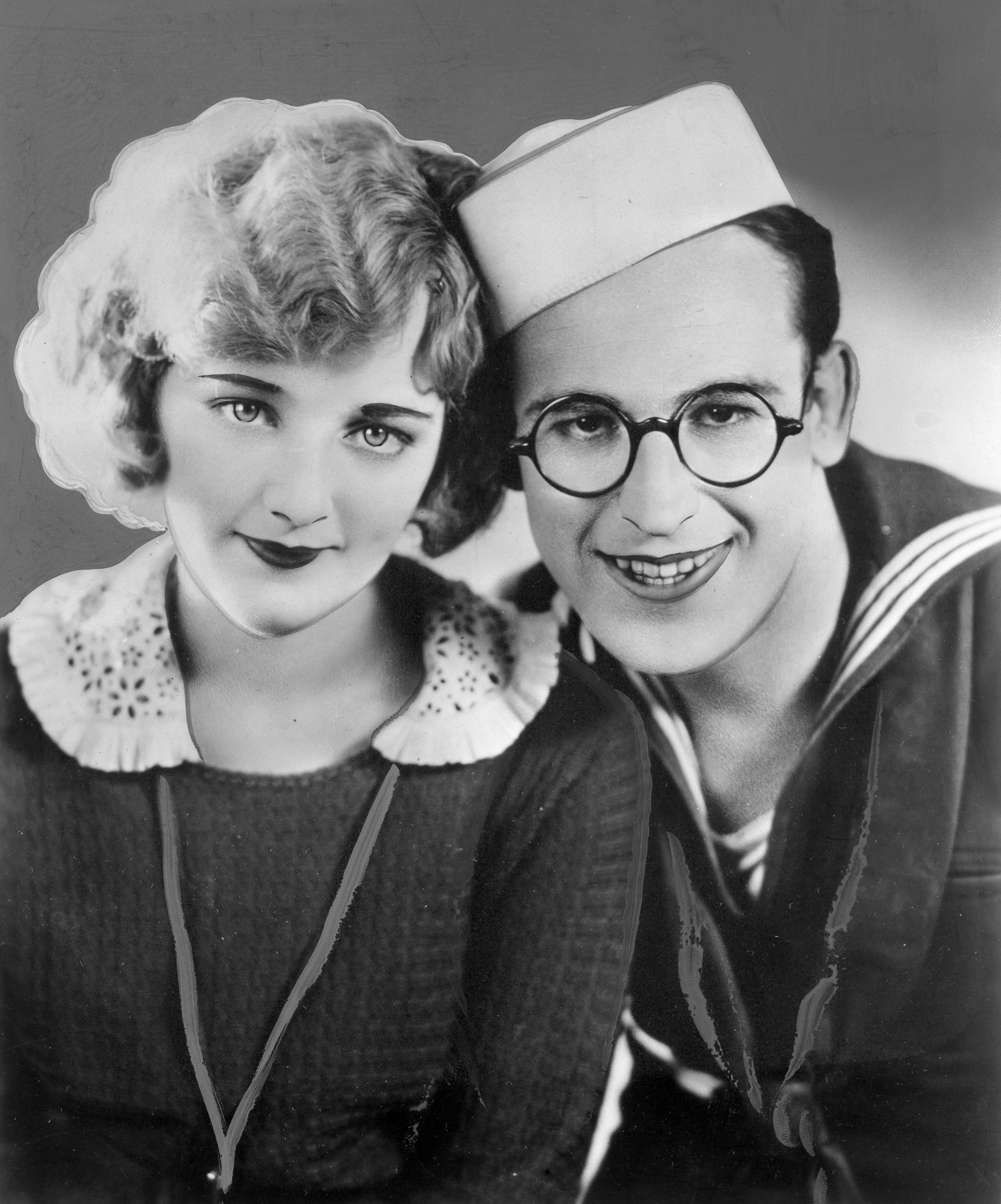
Foto promocional con Harold Lloyd y Mildred Davis

Considerada la primera película larga de Lloyd, ya que escribieron tantos gags que el productor Hal Roach decidió hacerla más larga de lo normal. Lloyd estaba preocupado por esta novedad e hizo un preestreno para ver que partes no le gustaban al público, pero se equivocaba, a la audiencia le gustó todo el metraje. Por lo tanto Lloyd decidió no cortar ninguna parte.

## Recepción
" It is a riot of fun," dijo Photoplay, "y Mildred Davis está, como siempre, maravillosa."
Contra un presupuesto de $77,000, Marinero de agua dulce cosechó $485,285, haciendo un éxito sorpresa.